# Unió Musical l'Artística de Novelda
Amb més de quatre-cents socis, la Banda de Música l'Artística és la Societat més antiga de Novelda. L'any de la seua fundació va ser el 1840. Actualment té més de cent trenta alumnes en la seua Escola de Música, reconeguda el 1992 per la Generalitat Valenciana, la primera en tota la província. Té els primers premis en els Certàmens Provincials i en el de València. Actualment, entre la Banda Juvenil i la Banda són més de cent músics, la gran majoria d'ells no professionals.